# لکه تماس

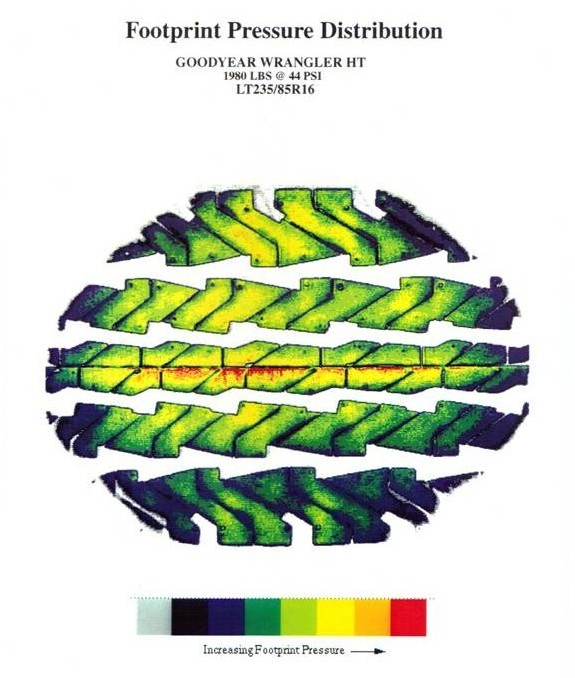
توزیع فشار ردپای تایر رنگی

لکه تماس یا لکه تماس لاستیک (به انگلیسی: Contact patch) بخشی از تایر خودرو است که در تماس واقعی با سطح جاده است. معمولاً در بحث لاستیک‌های بادی (یعنی تحت فشار) استفاده می‌شود، جایی که این اصطلاح به شدت برای توصیف بخشی از آج لاستیک که سطح جاده را لمس می‌کند استفاده می‌شود. با اصطلاح «رد پا» تقریباً مترادف است. چرخ‌های جامد همچنین دارای یک لکه تماسی هستند که معمولاً کوچک‌تر از «ردپای» پنوماتیکی است.
لکه تماس تنها راه اتصال بین جاده و خودرو است.
از نظر استاتیکی، اندازه، شکل و توزیع فشار تابع بسیاری از چیزها هستند، که مهم‌ترین آنها بار روی لاستیک و فشار باد است:
- هرچه بار روی لاستیک بزرگ‌تر باشد، لکه تماس بزرگ‌تر است.
- هرچه فشار باد بزرگتر باشد، لکه تماس کوچک‌تر است.[۲]